# Namakwa aliphatica
Namakwa aliphatica är en lavart som beskrevs av Elix. Namakwa aliphatica ingår i släktet Namakwa och familjen Parmeliaceae.   Inga underarter finns listade i Catalogue of Life.